# Technische Akademie Wuppertal
Die Technische Akademie Wuppertal e. V., kurz TAW genannt, ist ein Weiterbildungsinstitut in Deutschland. Ihr Gründungsort und ihre Zentrale liegen in der denkmalgeschützten Villa Eisfeller (auch als Villa Hörlein bekannt) im Wuppertaler Stadtteil Elberfeld. Ein weiterer Standort war das Haus Linde (51° 13′ 24″ N, 7° 5′ 19,4″ O) in Wuppertal-Vohwinkel. Die TAW ist zudem seit Januar 1985 das Bildungswerk der Bergischen Industrie- und Handelskammer Wuppertal-Solingen-Remscheid und seit Mai 2022 das An-Institut der Bergischen Universität Wuppertal.

## Geschichte

### Gründung und Expansion
Die TAW wurde 1948 als unabhängiger Verein in Wuppertal gegründet, um im Bergischen Land eine Einrichtung zur Weiterbildung von Kriegsheimkehrern zu schaffen. Ein Ziel dieser Einrichtung war es, Architekten, Ingenieure, Chemiker und Physiker in den Nachkriegsjahren in allen praxisrelevanten Arbeitsgebieten auf den neuesten „Stand“ zu bringen. da diese durch den Krieg oft über Jahre aus ihrem Beruf herausgerissen waren. Die so entstandenen Wissensdefizite sollten in kurzen Bildungseinheiten (Seminaren) ausgeglichen werden. In der Folgezeit dehnte die TAW ihr thematisches Spektrum auf alle Weiterbildungsangebote für alle Bereiche des Berufslebens aus.
1960 wurde das Institut für Führungslehre gegründet, das in der Folgezeit als erste Einrichtung in Deutschland computerunterstützte Unternehmensplanspiele im Rahmen der Führungsfortbildung einsetzte. Dazu war ein erster Neubau errichtet worden, der neben einem Unterkunftsbereich auch den erforderlichen Großrechner IBM 650 beherbergte.
1986 gründete die TAW das Weiterbildungszentrum in Altdorf bei Nürnberg und 1987 das Weiterbildungszentrum in Bochum. Nach der Wiedervereinigung gründete die TAW 1990 in Cottbus eine der ersten unabhängigen Bildungseinrichtungen in den Neuen Bundesländern. und 1991 eine Akademie in Wildau bei Berlin.

### Neuausrichtung ab 2005
Ab 2005 richtete die Technische Akademie Wuppertal ihr Weiterbildungsangebot neu aus. Für die „nicht technischen Berufe“ gründete die TAW die acht „Themen-Akademien“, in denen Weiterbildung von Seminaren und berufsbegleitenden Zertifikats-Lehrgängen über Inhouse-Veranstaltungen und Tagungen bis hin zu einem berufsbegleitenden Studium mit staatlichem Abschluss angeboten wurden. Seit 2006 zählt die Technische Akademie Wuppertal zu den bundesweiten Kooperationspartnern der Diploma Hochschule, die eine akademische Laufbahn und einen Studienabschluss per Fernstudium anbieten.

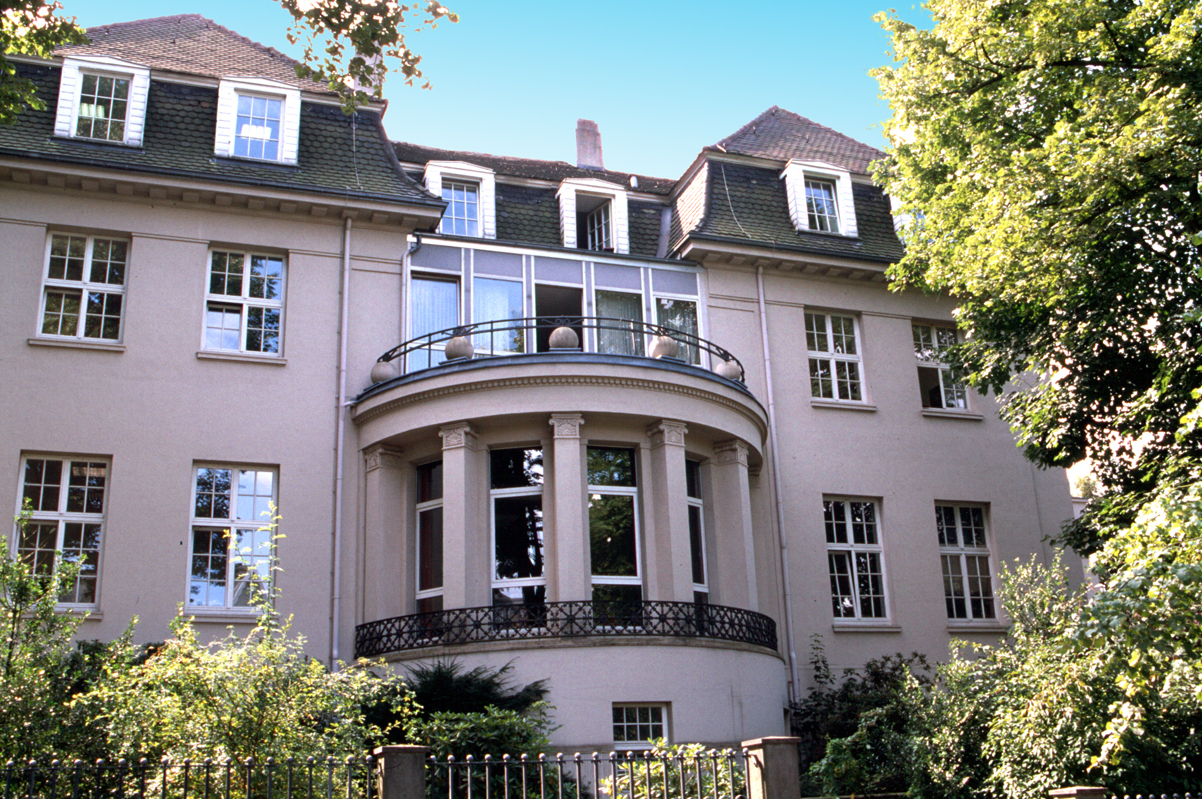
Villa Hörlein, Gründungsort und Zentrale
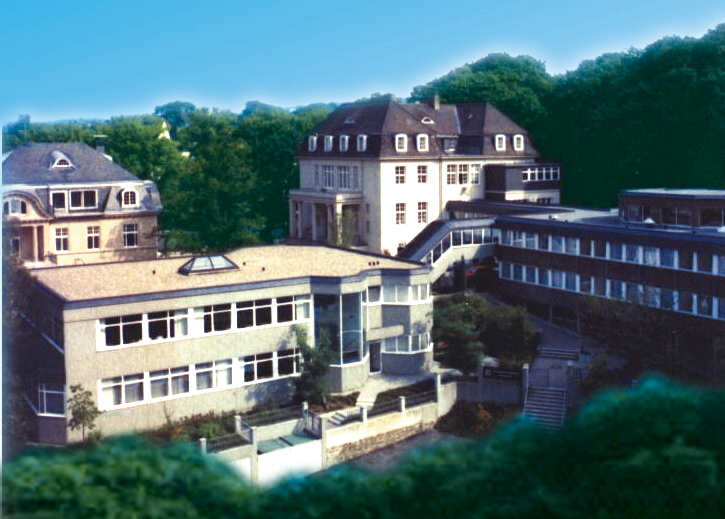
Weiterbildungszentrum heute
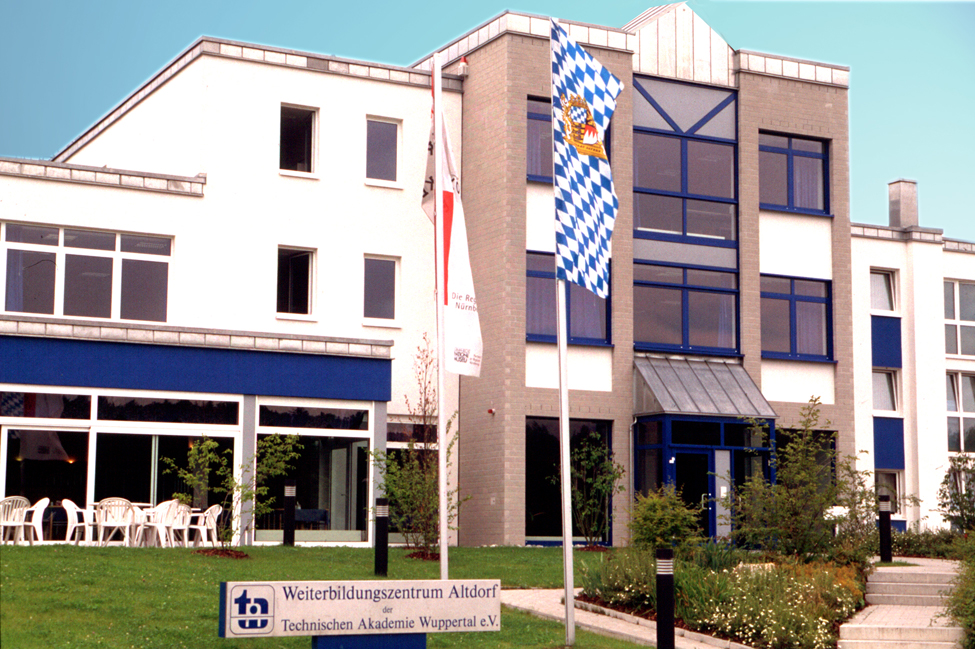
Weiterbildungszentrum in Altdorf bei Nürnberg

## Aktivitäten
Die TAW betreibt die TAWCert GmbH als akkreditierte Zertifizierungs-Gesellschaft für praxisbezogene Beratung bei Zertifizierungsfragen. Zu ihrem Spektrum gehört die Realisierung und Zertifizierung von Qualitätsmanagement-Systemen ebenso wie die Weiterbildung und Zertifizierung von Mitarbeitern zu den qualitätsbestimmenden und wettbewerbsfördernden Aufgaben. Sitz der Gesellschaft ist Altdorf bei Nürnberg. Außerdem publiziert sie mit dem TAW Verlag Fachliteratur.

### Engagement und Veranstaltungen
Mit gesellschaftsrelevanten Kongressen, Foren und Initiativen engagiert sich die TAW im öffentlichen Leben. So veranstaltet sie z. B. in Kooperation mit der Energieagentur NRW alljährlich einen Kongress zum Thema Energiesparen.